# Mooirivier
Mooirivier este un oraș din provincia Kwazulu-Natal, Africa de Sud.